# Kanton Grenade-sur-l’Adour
Der Kanton Grenade-sur-l’Adour war von 1790 bis 2015 ein französischer Wahlkreis im Arrondissement Mont-de-Marsan, im Département Landes und in der Region Aquitaine-Limousin-Poitou-Charentes.

## Geschichte
Der Kanton wurde am 4. März 1790 im Zuge der Einrichtung der Départements als Teil des damaligen „Distrikts Mont-de-Marsan“ gegründet.
Mit der Gründung der Arrondissements am 17. Februar 1800 wurde der Kanton als Teil des damaligen Arrondissements Mont-de-Marsan neu zugeschnitten.
Siehe auch: Geschichte des Départements Landes und Geschichte des Arrondissements Mont-de-Marsan.

## Gemeinden
| Gemeinde                | Einwohner Jahr | Fläche km² | Bevölkerungsdichte | Code INSEE | Postleitzahl |
| ----------------------- | -------------- | ---------- | ------------------ | ---------- | ------------ |
| Artassenx               | 262 (2013)     | –          | – Einw./km²        | 40012      | 40090        |
| Bascons                 | 895 (2013)     | –          | – Einw./km²        | 40025      | 40090        |
| Bordères-et-Lamensans   | 347 (2013)     | –          | – Einw./km²        | 40049      | 40270        |
| Castandet               | 403 (2013)     | –          | – Einw./km²        | 40070      | 40270        |
| Cazères-sur-l’Adour     | 1093 (2013)    | –          | – Einw./km²        | 40080      | 40270        |
| Grenade-sur-l’Adour     | 2505 (2013)    | –          | – Einw./km²        | 40117      | 40270        |
| Larrivière-Saint-Savin  | 608 (2013)     | –          | – Einw./km²        | 40145      | 40270        |
| Lussagnet               | 78 (2013)      | –          | – Einw./km²        | 40166      | 40270        |
| Maurrin                 | 459 (2013)     | –          | – Einw./km²        | 40175      | 40270        |
| Saint-Maurice-sur-Adour | 567 (2013)     | –          | – Einw./km²        | 40275      | 40270        |
| Le Vignau               | 507 (2013)     | –          | – Einw./km²        | 40329      | 40270        |